# Valea Călmățuiului (sit SPA)
Valea Călmățuiului este o arie de protecție specială avifaunistică (sit SPA) situată în partea sud-estică a României, pe teritoriile județelor Buzău și Brăila.

## Localizare
Aria naturală se întinde în partea sud-vestică a județului Brăila (pe teritoriile comunelor Bordei Verde, Cireșu, Dudești, Surdila-Greci, Ulmu și Zăvoiaia și pe cel al orașului Însurăței) și în cea sud-estică a județului Buzău (pe teritoriile administrative ale comunelor C.A. Rosetti, Cilibia, Costești, Gălbinași, Gherăseni, Largu, Luciu, Rușețu, Smeeni și Țintești)

## Înființare
Valea Călmățuiului a fost declarată arie de protecție specială avifaunistică prin Hotărârea de Guvern nr. 971 din 5 octombrie 2011 (pentru modificarea și completarea Hotărârii Guvernului nr. 1.284/2007 privind declararea ariilor de protecție specială avifaunistică ca parte integrantă a rețelei ecologice europene Natura 2000 în România). Aceasta se întinde pe o suprafață de 20.862,1 ha, de-a lungul Călmățuiului, un curs de apă, afluent al Dunării.

## Biodiversitate
Situl reprezintă o zonă naturală de sărături (pajiști, stepe, mlaștini, cursuri de ape) încadrată în bioregiunea continentală și stepică a râului Călmățui; ce conservă două tipuri de habitate naturale: Cursuri de apă din zonele de câmpie, până la cele montane, cu vegetație din Ranunculion fluitantis și Callitricho-Batrachion și Pajiști și mlaștini sărăturate panonice și ponto-sarmatice  și asigură condiții prielnice de odihnă și hrănire pentru mai multe păsări acvatice aflate în perioadele de migrație.
La baza desemnării sitului se află mai multe specii avifaunistice aflate pe lista roșie a IUCN sau protejate la nivel european prin câteva acte normative (anexa I-a a Directivei 147/CE din 30 noiembrie 2009, Directiva 79/409/CEE din 2 aprilie 1979) privind conservarea păsărilor sălbatice; astfel: rață lingurar (Anas clypeata), pasărea ogorului (Burhinus oedicnemus), barză albă (Ciconia ciconia), ciovlică roșcată (Glareola pratincola), piciorong (Himantopus himantopus), sitar de mal (Limosa limosa), culic mare (Numenius arquata), pietrar răsăritean (Oenanthe isabellina), bătăuș (Philomachus pugnax), ciocîntors (Recurvirostra avosetta), călifar alb (Tadorna tadorna).

## Căi de acces
- Drumul național DN21 pe ruta: Slobozia - Scânteia - Bărăganul - Însurăței.

## Monumente și atracții turistice
În vecinătatea sitului se află câteva obiective de interes istoric, cultural și turistic; astfel:
- Biserica "Sf. Nicolae" din Lacu Rezii, construcție secolul al XIX-lea, monument istoric.
- Fântână cu cumpănă în satul Zăvoaia, construcție secolul al XIX-lea, monument istoric.
- Conacul Garoflid din satul Țintești, construcție secolul al XIX-lea, monument istoric.
- Situl arheologic de la Costești (sec. XII - V a. Chr., Hallstatt).
- Situl arheologic de la Lunca (sec. IV p. Chr., Cultura Sântana de Mureș - Cerneahov, mil. V - IV, Neolitic, Cultura Boian).